# Огіркова вулиця
Огіркова вулиця — вулиця в Подільському районі міста Києва, на території садівничих товариств «Арсеналець» та «Тюльпан».
Пролягає від вулиці Івана Виговського до вулиці Стеценка. Вулицю перетинає Кизилова вулиця.
Виникла наприкінці XX століття. У 2015 році включена до офіційного довідника «Вулиці міста Києва» під назвою Огуречна. У 2018 році назва уточнена на сучасну.